# Cecil Parkinson
Cecil Edward Parkinson, baron Parkinson (1er septembre 1931 - 22 janvier 2016) est un homme politique conservateur britannique.

## Biographie

### Jeunesse
Cecil Parkinson est né au 4 Edward Street, Carnforth, Lancashire, fils de Sydney Parkinson (13 avril 1906 - 15 juillet 1995), entreposeur pour un marchand de maïs, plus tard cheminot, et son épouse, Bridget Graham (29 janvier 1910 - 1991), qui est issue d'une famille nord-irlandaise de Tyrone et Fermanagh mais dont les racines sont en Écosse. Il a une sœur cadette, Norma (née en mars 1933). Il fait ses études à la Lancaster Royal Grammar School, de 1943 à 1950 après avoir passé ses Eleven-plus où il obtient une bourse d'études à l'Université de Cambridge, où il étudie l'anglais à l'Emmanuel College, avant de passer d'étudier le droit. Il remporte un Bleu en tant qu'athlète, en compétition sur 220 et 440 verges. Pendant ses études universitaires, Parkinson est un militant travailliste et pendant un certain temps est membre de ce parti. Il les a même sollicités lors des élections générales de 1950 et 1951. Il fait son service national en tant que sous-officier de la Royal Air Force de 1950 à 1952.
Après avoir quitté l'université, Parkinson travaille comme directeur pour la Metal Box Company, devenant plus tard consultant. Il devient comptable agréé et fonde Parkinson-Hart Securities en 1961.

## Vie publique

### Député
Aux élections générales de juin 1970, Parkinson se présente comme candidat conservateur pour Northampton, mais n'est pas élu. Il est élu député d'Enfield West lors d'une élection partielle en novembre 1970, à la suite du décès d'Iain Macleod. Lorsque cette circonscription est abolie pour les élections générales de février 1974, il est élu pour la nouvelle circonscription de South Hertfordshire. Après les élections générales de 1979, il est nommé ministre adjoint du Commerce. Le 14 septembre 1981, il est nommé président du Parti conservateur ainsi que payeur général avec un siège au cabinet et reçoit le titre officiel supplémentaire de Chancelier du duché de Lancastre en 1982. Malgré son statut relativement subalterne, il est membre du petit cabinet de guerre que Margaret Thatcher a créé pour mener la Guerre des Malouines.

### Au gouvernement
Il travaille sur la campagne électorale du Parti conservateur en 1983, et se présente dans la nouvelle circonscription de Hertsmere après l'abolition du South Hertfordshire. À la suite de son succès dans la campagne, Thatcher avait l'intention de le promouvoir au ministère des Affaires étrangères ; cependant, avant les élections, il l'a avertie que ce serait imprudent, car son ancienne secrétaire, Sara Keays, est enceinte de son enfant. Elle l'a plutôt nommé secrétaire d'État au Commerce et à l'Industrie.
Parkinson est forcé de démissionner le 14 octobre 1983, après que la nouvelle de la grossesse de Sara Keays est devenue publique. L'enfant est née le soir du nouvel an et a été baptisée Flora Keays. Par la suite, à la suite d'un différend sur les pensions alimentaires pour enfants, Parkinson (avec le consentement initial de Keays) a pu obtenir une injonction en 1993, interdisant aux médias britanniques de faire référence à leur fille. Après la naissance, Parkinson publie une déclaration dans laquelle il souhaite au bébé "paix, intimité et vie heureuse". Flora Keays a des difficultés d'apprentissage et le syndrome d'Asperger, et a également subi une opération pour retirer une tumeur cérébrale à l'âge de quatre ans, bien qu'on ne sache pas si cela a causé ou compliqué son état.
Cette décision de justice fait l'objet d'une controverse jusqu'à ce que Flora Keays atteigne l'âge de 18 ans fin 2001, date à laquelle la décision de justice a expiré. La presse a déclaré que Parkinson n'avait jamais rencontré son enfant et n'avait vraisemblablement aucune intention de le faire, bien qu'il ait aidé à l'éducation de Flora et à son entretien financier.
Au moment de la révélation de la relation de Parkinson avec Sara Keays, il fait grand cas de ce qu'il a décrit comme le volume de lettres de soutien qu'il a reçues. De nombreux membres du Parti conservateur ont attaqué Keays. Edwina Currie déclare en octobre 1985, tout en ayant une liaison avec John Major elle-même: "Je suis très désolé pour Cecil et sa famille. La plupart de mes pensées sur Sara Keays ne sont pas imprimables. Peut-être que la chose la plus polie à dire est qu'elle est une vraie vache ". En 2001, cependant, les médias se sont davantage concentrés sur Flora et ses difficultés que sur la protection de la réputation de Parkinson, de sorte que davantage de voix se sont élevées pour critiquer Parkinson.
Après quatre ans sur les bancs arrière, il est nommé secrétaire d'État à l'Énergie en 1987 (après avoir été envisagé comme Chancelier de l'Échiquier), et aux Transports lors du remaniement de juillet 1989. L'un des faits saillants de son mandat à ce dernier poste est l'annonce de nouveaux tunnels ferroviaires à travers Londres, appelés Crossrail. Il démissionne avec Margaret Thatcher lorsqu'elle est remplacée par John Major et s'est retiré de la Chambre des communes lors des élections générales de 1992.
Après les élections de 1992, il est créé baron Parkinson, de Carnforth, dans le comté de Lancashire, le 29 juin 1992. Il siège à la Chambre des lords jusqu'à sa retraite en septembre 2015.
Cette année-là, Parkinson publie ses mémoires, dans lesquels il affirme qu'avec une campagne déterminée, Thatcher aurait remporté le deuxième tour de l'élection à la direction des conservateurs, lorsque son cabinet l'avait prévenue qu'elle perdrait et l'a donc persuadée de se retirer.

### Cabinet fantôme
Parkinson est revenu à la politique de première ligne lorsqu'il est nommé président du Parti conservateur, par William Hague, en juin 1997. Il a pris sa retraite de ce rôle en 1998; par la suite, il a gardé un profil bas, bien qu'il ait été vice-président du groupe Conservative Way Forward. Il a également été président d'honneur des amis conservateurs de Pologne.

## Vie privée
Parkinson épouse Ann Mary Jarvis le 2 février 1957. Ils ont trois filles: Mary, Emma et Joanna.
Il est un supporter de Preston North End Football Club et, en novembre 1988, rendait hommage à Tom Finney dans This Is Your Life.
Parkinson était un franc-maçon actif.
Cecil Parkinson est décédé d'un cancer du côlon à la London Clinic de Marylebone, Londres, le 22 janvier 2016. Il n'a rien laissé dans son testament pour sa fille Flora. Un an après la mort de Parkinson, sa fille Mary s'est suicidée.
Il est l'un des trois présidents de l'association caritative britannique Action on Addiction.